# Sanguirana
A Sanguirana a kétéltűek (Amphibia) osztályába, valamint a békák (Anura) rendjébe és a valódi békafélék (Ranidae) családjába tartozó nem. 

## Előfordulásuk
A nembe tartozó fajok Délkelet-Ázsiában, a Fülöp-szigeteken, Indonéziában és Kína déli területein honosak.

## Taxonómiai helyzete
A Sanguirana nemet kezdetben a Rana alnemeként kezelték, a típusfaj a Rana sanguinea  volt. A mostanában felfedezett Sanguirana aurantipunctata és Sanguirana acai kivételével a nem összes faja a Rana nembe tartozott. A nem pontos meghatározása és a Rana többi nemével való kapcsolata jelenleg is folyamatban van.

## Rendszerezés
A nembe az alábbi fajok tartoznak:
- Sanguirana acai Brown, Prue, Chan, Gaulke, Sanguila, and Siler, 2017
- Sanguirana aurantipunctata Fuiten, Welton, Diesmos, Barley, Oberheide, Duya, Rico & Brown, 2011
- Sanguirana everetti (Boulenger, 1882)
- Sanguirana igorota (Taylor, 1922)
- Sanguirana luzonensis (Boulenger, 1896)
- Sanguirana mearnsi (Stejneger, 1905)
- Sanguirana sanguinea (Boettger, 1893)
- Sanguirana tipanan (Brown, McGuire & Diesmos, 2000)